# 1956년 서울시내버스 운행회사
1956년 당시 서울시에서 시내버스를 운행하고 있던 회사의 목록은 다음과 같다.

## 시내버스 회사
- 서울승합자동차(주)
- 영원자동차운수사
- 시내뻐스

- 한국교통(주)
- 경신여객
- 경성자동차
- 대도자동차(주)
- 서울여객자동차공사(합자)
- 동신여객자동차(주)
- 대한교통사
- 경성전기자동차(주)
- 보창운수
- 해창여객자동차(주)
- 서울합동뻐스(주)
- 한성여객자동차공사(합명)
- 수도여객자동차(주)
- 신흥교통(주)
- 화영여객자동차(주)
- 황금뻐스(주)
- 대륙여객자동차(주)

## 같이 보기
- 1949년 서울시내버스 노선
- 1959년 서울시내버스 노선
- 1961년 서울시내버스 노선번호 개편
- 1964년 서울시내버스 노선번호 개편
- 1966년 서울시내버스 노선번호 개편
- 1970년 서울시내버스 노선번호 개편
- 1970년 서울시내버스 운행회사
- 1974년 서울시내버스 운행회사
- 1985년 서울시내버스 노선번호 개편
- 2004년 서울특별시 버스 개편